# Muscari neglectum

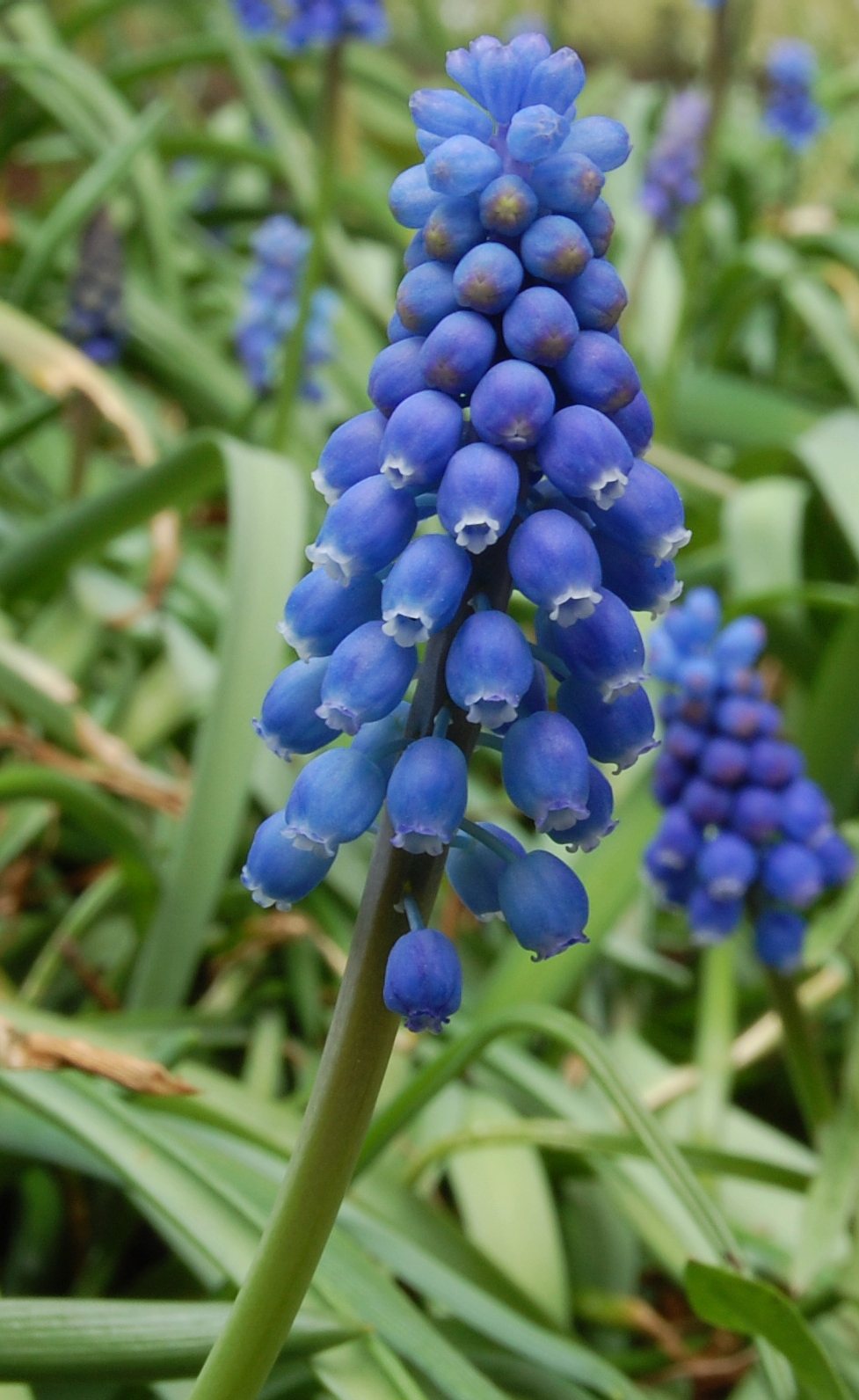
Inflorescencia

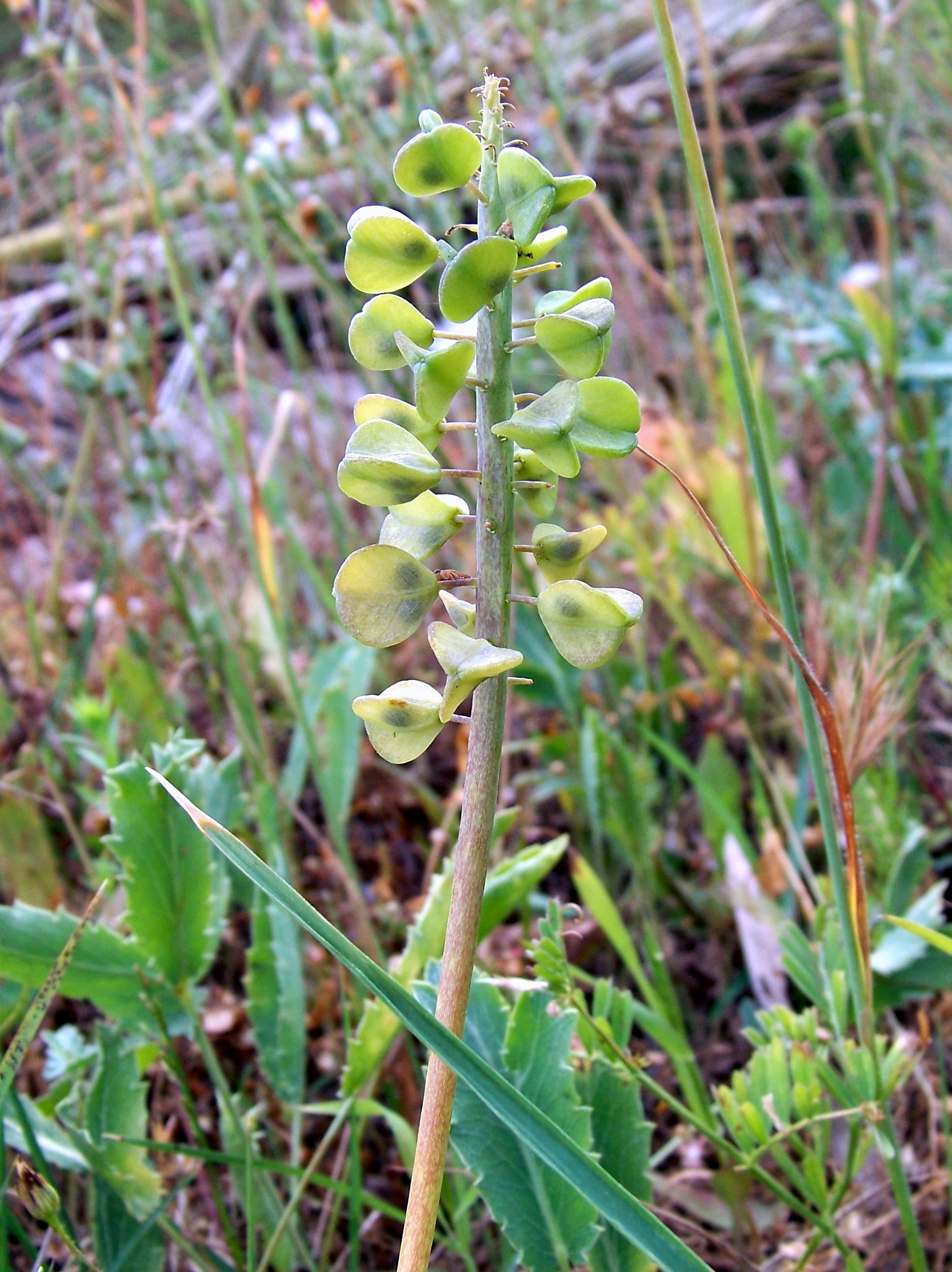
Frutos inmaduros in situ

Muscari neglectum, comúnmente conocido como nazareno —entre otros muchos nombres—  es  una especie de planta bulbosa del género Muscari en la familia Liliaceae.

## Descripción
Planta de pequeño tamaño, de hasta 0,3 m de altura. Hojas tendidas sobre el suelo muy estrechas, de 0,5 a 3 mm de ancho, lineares o algo lanceoladas, de sección semicilíndrica y con un estrecho surco, en número de 3 a 6, de hasta 40 cm de longitud. Escapos o tallos florales de 10 a 30 cm a veces de base rojiza. Raíz bulbosa a menudo con túnicas negruzcas, normalmente con muchos vástagos o bulbillos laterales pequeños. Inflorescencia densa y ovalada de 3 a 4 cm de largo y con 10 a 15 flores hermafroditas , de 4 a 5 mm de largo cada una, de color azul oscuro que contrasta con el suave color blanco de los dientes de la corola; las estériles azul pálidas, erectas y cortamente pedunculadas. Fruto en cápsula trilocular.

## Hábitat
Colinas, campos de cultivo, viñas, olivares, bosques, terrenos rocosos o herbosos y abiertos. Hasta 2000 m. Debido a su capacidad para producir numerosos vástagos alrededor del bulbo principal, puede llegar a ser una plaga en los cultivos. Muy frecuente en jardines.

## Distribución
Es una especie nativa de Europa, norte de África y Asia hasta Pakistán.
Es la especie más común en Europa y es frecuente en la península ibérica y Baleares.

## Taxonomía
Muscari neglectum fue descrita por Giovanni Gussone ex Michele Tenore y publicado en Sylloge Plantarum Vascularium Florae Neapolitanae, vol. 5, p. 13, 1842.
SinónimosVéase Anexo:Sinónimos de Muscari neglectum
Citología
Número de cromosomas: 2n=36.
Etimología
- Muscari: nombre genérico que deriva del  latín medieval muscarium, un derivado del almizcle, que evoca el olor almizclado de ciertas especies.
- neglectum: epíteto latíno compuesto que significa "despreciada".[5]

## Nombre común
Agüelicos, ajo de perro, azulete, cebolla de lagarto, cebollica de milano, cebollita de milano, chapín de reina, clavos de Dios, espartillo, frailes, gatos, guitarrillos, hierba del querer, hierbas de los amores, jacinto, jacinto racimosa, jacinto racimoso, jacintos, jacinto silvestre, jacintos silvestres, lloricas, macandil, matacandiles, mata del azulete, mayos, moras, moreta, moro, nazareno, nazarenos, nazarones, pajarillos, penitentes, piececillo de Nuestro Señor.